# Halloween 3: Sezon czarownic
Halloween 3: Sezon czarownic (ang. Halloween III: Season of the Witch) – amerykański film fabularny (horror) z 1982 roku. Film prezentowany jako trzecia część serii Halloween. W rzeczywistości jest to jednak odrębna historia, bez powiązań z poprzednimi częściami (bez Myersa). W kinach obraz mógł pochwalić się przyzwoitą frekwencją – w ciągu pierwszego weekendu wyświetlania ponad dwukrotnie zwrócił koszty produkcji.
Film miał być ostatnim z potencjalnej trylogii Halloween, jednak powstały w 1988 horror Halloween 4: Powrót Michaela Myersa wskrzesił serię.
Film otrzymał mieszane oceny od krytyków. Serwis Rotten Tomatoes przyznał mu wynik 43%.

## Fabuła
Dan i Ellie przyjeżdżają do miasteczka Santa Mira, gdzie po raz ostatni widziano tragicznie i tajemniczo zmarłego ojca Ellie. W Santa Mira mieści się firma produkująca popularne maski na halloween. Okazuje się, że właściciel firmy – Conal Cochran, będąc jednocześnie przywódcą okrutnej sekty, usiłuje przejąć władzę nad mieszkańcami. Ellie i Dan są w niebezpieczeństwie, ponieważ poznali jego tajemnicę.

## Obsada
- Tom Atkins jako dr Daniel Challis
- Stacey Nelkin jako Ellie Grimbridge
- Dan O’Herlihy jako Conal Cochran
- Michael Currie jako Rafferty
- Ralph Strait jako Buddy Kupfer
- Jadeen Barbor jako Betty Kupfer
- Brad Schacter jako Buddy Kupfer Jr.
- Garn Stephens jako Marge Guttman
- Al Berry jako Harry Grimbridge
- Wendy Wessberg jako Teddy
- Essex Smith jako Walter Jones
- Nancy Kyes jako Linda Challis
- Jonathan Terry jako Starker
- Maidie Norman jako Nurse Agnes
- Paddi Edwards jako Secretary
- Joshua John Miller jako Willie Challis
- Michelle Walker jako Bella Challis
- Dick Warlock jako android-morderca